# Ѱ
Пси (Ѱ ѱ)е буква от старославянското писмо, по подобие на гръцката буква Пси (Ψ, ψ). Тя е обозначавала звука /ps/.